# Soyatitán
Soyatitán es una localidad del estado mexicano de Chiapas. Es parte del municipio de Venustiano Carranza.

## Toponimia
El nombre «Soyaltitán» proviene de los términos en náhuatl soyatl, soyate; tlan, lugar. Su significado es «lugar de soyates».

## Demografía
| Gráfica de evolución demográfica |
|                                  |

| Censo | Población |
| ----- | --------- |
| 1900  | 268       |
| 1910  | 332       |
| 1921  | 267       |
| 1930  | 324       |
| 1940  | 347       |
| 1950  | 604       |
| 1960  | 1 170     |
| 1970  | 1 803     |
| 1980  | 3 016     |
| 1990  | 3 296     |
| 2000  | 3 560     |
| 2010  | 3 904     |
| 2020  | 3 766     |